# Monoporella tenuimargo
Monoporella tenuimargo är en mossdjursart som beskrevs av Canu och Bassler 1929. Monoporella tenuimargo ingår i släktet Monoporella och familjen Monoporellidae. Inga underarter finns listade i Catalogue of Life.